# Zygodon subsquarrosus
Zygodon subsquarrosus är en bladmossart som beskrevs av Brotherus och Nicolajs Malta 1926. Zygodon subsquarrosus ingår i släktet ärgmossor, och familjen Orthotrichaceae. Inga underarter finns listade i Catalogue of Life.